# Zetafunktions-Regularisierung
Die Zetafunktions-Regularisierung (auch Zeta-Regularisierung) ist in der Mathematik und in der Physik eine Methode, einer divergierenden Summe oder Produkt einen endlichen Wert über die Zetafunktion zuzuordnen, eine sogenannte Regularisierung. Die Zeta-Regularisierung bietet somit eine Möglichkeit, die Spur und Funktionaldeterminante eines unendlichdimensionalen Operators zu definieren, solche Typen von Determinanten nennt man regularisierte Determinanten.
Die Zetafunktions-Regularisierung hat ihren Ursprung in der analytischen Zahlentheorie, findet aber häufig Anwendung in der Physik und kann unter anderem zur Berechnung von Pfadintegralen verwendet werden. In der Quantenfeldtheorie kann sie zur Berechnung der Vakuumenergie des Casimir-Effektes verwendet werden.

## Zetafunktions-Regularisierung

### Grundlagen: Zetafunktion
Die riemannsche Zetafunktion
{\displaystyle \zeta (z):=\sum _{n=1}^{\infty }{\frac {1}{n^{z}}}}
ist absolut konvergent für {\displaystyle \operatorname {Re} (z)>1} und kann auf {\displaystyle \operatorname {Re} (z)\leq 1} durch analytische Fortsetzung erweitert werden, wobei sie an der Stelle {\displaystyle z=1} eine Polstelle besitzt. Für nichtpositive ganze Werte gilt folgende Beziehung zu den Bernoulli-Zahlen
{\displaystyle \zeta (-z)=-{\frac {B_{z+1}}{z+1}},\quad z\geq 0}
was zu neuen Ergebnissen für ansonsten divergente Reihen führt
{\displaystyle \zeta (0)\;\;=\sum _{n=1}^{\infty }1=1+1+1+\cdots ,\quad } aber auch {\displaystyle \zeta (0)=-B_{1}=-{\tfrac {1}{2}},}
{\displaystyle \zeta (-1)=\sum _{n=1}^{\infty }n=1+2+3+\cdots ,\quad } aber auch {\displaystyle \zeta (-1)=-{\tfrac {1}{2}}B_{2}=-{\tfrac {1}{12}}.}
Sei {\displaystyle \Sigma } der Raum der Reihen. Die Zetafunktions-Regularisierung ersetzt die klassische Summation {\displaystyle S:\Sigma \to {\overline {\mathbb {C} }}} durch eine neue Abbildung {\displaystyle S_{\operatorname {z} }:\Sigma \to {\overline {\mathbb {C} }}}, die divergenten Summen einen neuen Wert zuordnet, aber auf dem Bereich {\displaystyle \operatorname {Re} (z)>1} mit {\displaystyle S} übereinstimmt. Mit anderen Worten, die Zeta-Regularisierung reguliert die divergenten Reihen und ordnet ihnen einen unterschiedlichen Wert zu, die konvergenten Reihen bleiben identisch zur klassischen Summation.

### Verallgemeinerte Zetafunktion
Wir verallgemeinern nun die Zetafunktion
{\displaystyle \zeta _{A}(z):=\sum _{n=1}^{\infty }{\frac {1}{\lambda _{n}^{z}}}}
für eine beliebige Folge {\displaystyle (\lambda _{n})_{n\in \mathbb {N} }} und definieren {\displaystyle \zeta _{A}(z)} wieder durch analytische Fortsetzung, sofern diese existiert. Typischerweise sind die {\displaystyle \lambda _{1},\lambda _{2},\dots } Eigenwerte eines Operators {\displaystyle A}.

#### Mellin-Transformation
Sei {\displaystyle \zeta _{A}(z)} die verallgemeinerte Zetafunktion für {\displaystyle (\lambda _{n})_{n\in \mathbb {N} }}, dann existiert folgender nützliche Zusammenhang zur Mellin-Transformation
{\displaystyle \zeta _{A}(z)={\frac {1}{\Gamma (z)}}\int _{0}^{\infty }t^{z-1}\sum \limits _{n\in \mathbb {N} }\exp(-\lambda _{n}t)\mathrm {d} t.}
Falls der Satz von Fubini anwendbar ist, dann
{\displaystyle \zeta _{A}(z)={\frac {1}{\Gamma (z)}}\sum \limits _{n\in \mathbb {N} }\int _{0}^{\infty }t^{z-1}\exp(-\lambda _{n}t)\mathrm {d} t.}

### Zetafunktion eines Operators
Die Zetafunktion eines Operators {\displaystyle A} ist definiert als
{\displaystyle \zeta _{A}(z)=\operatorname {tr} (A^{-z}).}
Falls die Eigenwerte {\displaystyle \lambda _{1},\lambda _{2},\dots } von {\displaystyle A} bekannt und abzählbar sind, dann lässt sich der Ausdruck zur spektralen Zetafunktion
{\displaystyle \zeta _{A}(z)=\sum \limits _{n=1}^{\infty }{\frac {1}{\lambda _{n}^{z}}}=\sum \limits _{n=1}^{\infty }e^{-z\log \lambda _{n}}}
umschreiben.

#### Eigenwertstruktur
Sind die Eigenwerte des Operators beispielsweise von der Form
- {\displaystyle \lambda _{n}:=an} mit einer fixen Konstante {\displaystyle a>0}, so erhält man die riemannsche Zetafunktion multipliziert mit der Funktion {\displaystyle a^{-z}}
- {\displaystyle \lambda _{n}=c(n+b)} mit fixen Konstanten {\displaystyle c,b}, so ergibt sich die hurwitzsche Zeta-Funktion.

Welche Zetafunktion man wählt, hängt somit von der Eigenwertstruktur des Operators ab.
Falls {\displaystyle A} ein Differentialoperator (oder Pseudodifferentialoperator) ist und man nichts über die Eigenwerte von {\displaystyle A} weiß, so kann man mit Hilfe der Wärmeleitungsgleichung
{\displaystyle {\frac {\partial }{\partial t}}K(t,x,y)=A_{x}K(t,x,y)}
Informationen über sie herausfinden, wobei {\displaystyle K(t,x,y)} der Wärmeleitungskern ist und {\displaystyle A_{x}} die Anwendung auf die {\displaystyle x}-Komponente bedeutet.

#### Funktionaldeterminante des Operators
Berechnen wir nun die Ableitung der spektralen Zetafunktion an der Stelle Null
{\displaystyle \zeta '_{A}(0)={\frac {\mathrm {d} \zeta }{\mathrm {d} z}}{\bigg \vert }_{z=0}=\sum \limits _{n=1}^{\infty }(-\log \lambda _{n})e^{-0\log \lambda _{n}}=-\log \left(\prod \limits _{n=1}^{\infty }\lambda _{n}\right),}
dann können wir eine Funktionaldeterminante durch
{\displaystyle \operatorname {det} (A)=\prod \limits _{n=1}^{\infty }\lambda _{n}=e^{-\zeta '_{A}(0)}}
definieren, sofern {\displaystyle \zeta '_{A}(0)} existiert.

## Beispiele

### Casimir-Energie
Wir betrachten vier-dimensionale ultrastatische Raumzeit mit {\displaystyle 4}-Metrik
{\displaystyle g_{4}=-(dx_{0})^{2}+g_{3},}
somit haben wir eine Zerlegung des vier-dimensionalen Differentialoperator in
{\displaystyle D_{4}=-(\partial _{0})^{2}+D_{3}.}
Seien {\displaystyle \lambda _{n}} die Eigenwerte von {\displaystyle D_{3}}, dann sind die Eigenfrequenzen
{\displaystyle \omega _{n}=c{\sqrt {\lambda _{n}}},}
wobei {\displaystyle c} die Lichtgeschwindigkeit ist. Möchte man nun die Nullpunktenergie
{\displaystyle E_{\text{Casimir}}={\frac {\hbar }{2}}\sum \limits _{n}\omega _{n}}
berechnen, so lässt sich diese als Zeta-Regularisierung
{\displaystyle E_{\text{Reg}}(s)={\frac {1}{2}}\hbar c\mu \zeta _{D_{3}}\left(-{\tfrac {1}{2}}+s\right)}
berechnen, wobei {\displaystyle \mu } ein Skalierungsparameter ist.
Eine vollständig Abhandlung lässt sich in () finden.

## Geschichte
Schon 1916 benutzten Godfrey Harold Hardy und John Edensor Littlewood die Zetafunktion zur Regularisierung. 1935 verwendete Torsten Carleman die Zetafunktion um die Eigenwerte des Laplace-Operators einer kompakten Riemannschen Mannigfaltigkeit in einer kompakten Region zu kodieren, der allgemeine Fall heißt heute Minakshisundaram-Pleijel-Zeta-Funktion. 1971 verwendeten dann Daniel Burrill Ray und Isadore M. Singer die Zetafunktion um die Spur und Determinante eines positiven, selbstadjungierten Operators zu definieren. 1976 verwendeten John Stuart Dowker und Raymond Critchley das erste Mal die Zetafunktions-Regularisierung in der Quantenmechanik und 1977 Stephen Hawking die Zeta-Regulierung für Pfadintegrale in gekrümmter Raumzeit.